# Gordon Touw Ngie Tjouw
Gordon Michaël John Touw Ngie Tjouw (9 juni 1985) is een Surinaams zwemmer.

## Biografie
Touw Ngie Tjouw kwam tijdens de Olympische Zomerspelen van 2004 in Athene uit op de 100 m vlinderslag waar hij 56,68 sec. voor nodig had. Dit was onvoldoende om door te kunnen naar de volgende ronde. In 2005, 2006 en 2007 werd hij uitgeroepen tot Sportman van het jaar.
Tijdens het Wereldkampioenschappen zwemmen 2007 in Melbourne (Australië) kwam hij uit op twee onderdelen:
- 50 m vlinderslag: 24,90 s
- 100 m vlinderslag: 55,33 s

In beide gevallen was dat niet goed genoeg om door te gaan naar de halve finale.
In maart 2008 werden in São Paulo (Brazilië) de South American Aquatics Championships gehouden waarbij hij brons haalde op de 100 m vlinderslag in een tijd van 54,80 s.
Touw Ngie Tjouw vormde samen met de zwemster Chinyere Pigot en de atleten Jurgen Themen en Kirsten Nieuwendam het Surinaams Olympisch team voor de Olympische Zomerspelen van 2008 in Peking (China). Van deze vier is hij de enige die zich kwalificeerde voor deze spelen en dus geen 'wild card' nodig had. In de aanloop naar en tijdens de spelen werden de zwemmers gecoacht door Anthony Nesty, de enige sporter uitkomend voor Suriname die ooit medailles heeft gewonnen op de Spelen (goud in 1988 en brons in 1992). In Peking kwam Touw Ngie Tjouw opnieuw uit op het onderdeel 100 m vlinderslag waar hij in de series van de 65 deelnemers 55e werd met een tijd van 54,54 s.